# 亚历山大·伊万诺维奇·福金
亚历山大·伊万诺维奇·福金（俄語：Александр Иванович Фокин；1954年10月24日—）是俄罗斯政治人物，第四、五、六和七届国家杜马议员。
1977年，福金毕业于巴尔瑙尔国立师范学院（现阿尔泰国立师范大学）。1977年至1987年，他在苏联武装部队服役。1987年至1991年，他成为苏联外交部美加司高级助理。2003年，他当选第四届国家杜马议员。2007年、2011年和2016年，他分别连任第五届、第六届和第七届国家杜马议员。